# Xã Cove City, Quận Crawford, Arkansas
Xã Cove City (tiếng Anh: Cove City Township) là một xã thuộc quận Crawford, tiểu bang Arkansas, Hoa Kỳ. Năm 2010, dân số của xã này là 219 người.